# Ulick Burke (1er marquis de Clanricarde)
Pour les articles homonymes, voir Ulick Burke (3e comte de Clanricard) et Burke.
Ulick Burke (1604, Londres – juillet 1657, Kent), comte de St Albans et 5e comte puis 1er marquis de Clanricard, est un noble irlandais et une figure de la guerre civile anglaise.

## Biographie
Il est le fils de Richard Burke (4e comte de Clanricard) et de Frances Walsingham. En 1622 il épouse Anne Compton, fille unique de William Compton (1er comte de Northampton). Ils n'ont qu'une fille, Margarte Burke.
Il siège aux parlements de 1639 et 1640, et est chargé en 1641 du gouvernement d'une partie de l'Irlande. Attaché à Charles Ier Stuart et créé 1er marquis de Clanricard le 21 février 1646, il combat jusqu'au dernier moment pour sa cause, ainsi que pour les Catholiques d'Irlande. Quoiqu'Oliver Cromwell l'ait mis hors la loi, on le laisse vivre tranquille dans sa terre de Somerhill House, où il meurt sans héritier mâle en juillet 1657. Il laisse des Mémoires sur les affaires d'Irlande de 1640 à 1653.

## Source
Cet article comprend des extraits du Dictionnaire Bouillet. Il est possible de supprimer cette indication, si le texte reflète le savoir actuel sur ce thème, si les sources sont citées, s'il satisfait aux exigences linguistiques actuelles et s'il ne contient pas de propos qui vont à l'encontre des règles de neutralité de Wikipédia.